# Estação Corentin Cariou
Corentin Cariou é uma estação da linha 7 do Metrô de Paris, localizada no 19.º arrondissement de Paris.

## História
Ela foi aberta em 5 de novembro de 1910 sob o nome de Pont de Flandre em referência à ponte sobre o Canal de Saint-Denis e permite a rue de Flandre, a rua principal da comuna de La Villette, de sair na porta do mesmo nome. A estação de mesmo nome da Petite Ceinture fechada em 1934 estava situada nas proximidades.
Em 10 de fevereiro de 1946, levou seu nome atual, em razão do novo nome, "avenue Corentin-Cariou", atribuído pelo prefeito de Paris para a antiga avenue du Pont-de-Flandre, para fazer homenagem a Corentin Cariou (1898-1942), conselheiro municipal do PCF do 19.º arrondissement, fuzilado como refém pelos nazistas durante a Ocupação.
Em 2011, 3 090 833 passageiros entraram nesta estação. Em 2012, foram 3 340 314 passageiros. Ela viu entrar 3 178 424 passageiros em 2013, o que a coloca na 163ª posição das estações de metro por sua frequência.

## Serviços aos passageiros

### Acessos
A estação tem dois acessos na avenue Corentin-Cariou.

### Plataformas
Corentin Cariou é uma estação de configuração clássica, dispondo de duas plataformas laterais enquadrando as vias. A decoração é do estilo utilizado pela maioria das estações de metrô: as telhas em cerâmica brancas biseladas recobrem os pés-direitos, os tímpano e a abóbada; os quadros publicitários são metálicos. O nome da estação é escrito em placas esmaltadas na fonte Parisine, as bandas de iluminação têm uma forma tubular e os assentos são do "Motte" brancos. A abóbada é elíptica mas os pés-direitos têm a particularidade de serem retos, ao contrário do que é feito na maioria das estações.

### Intermodalidade

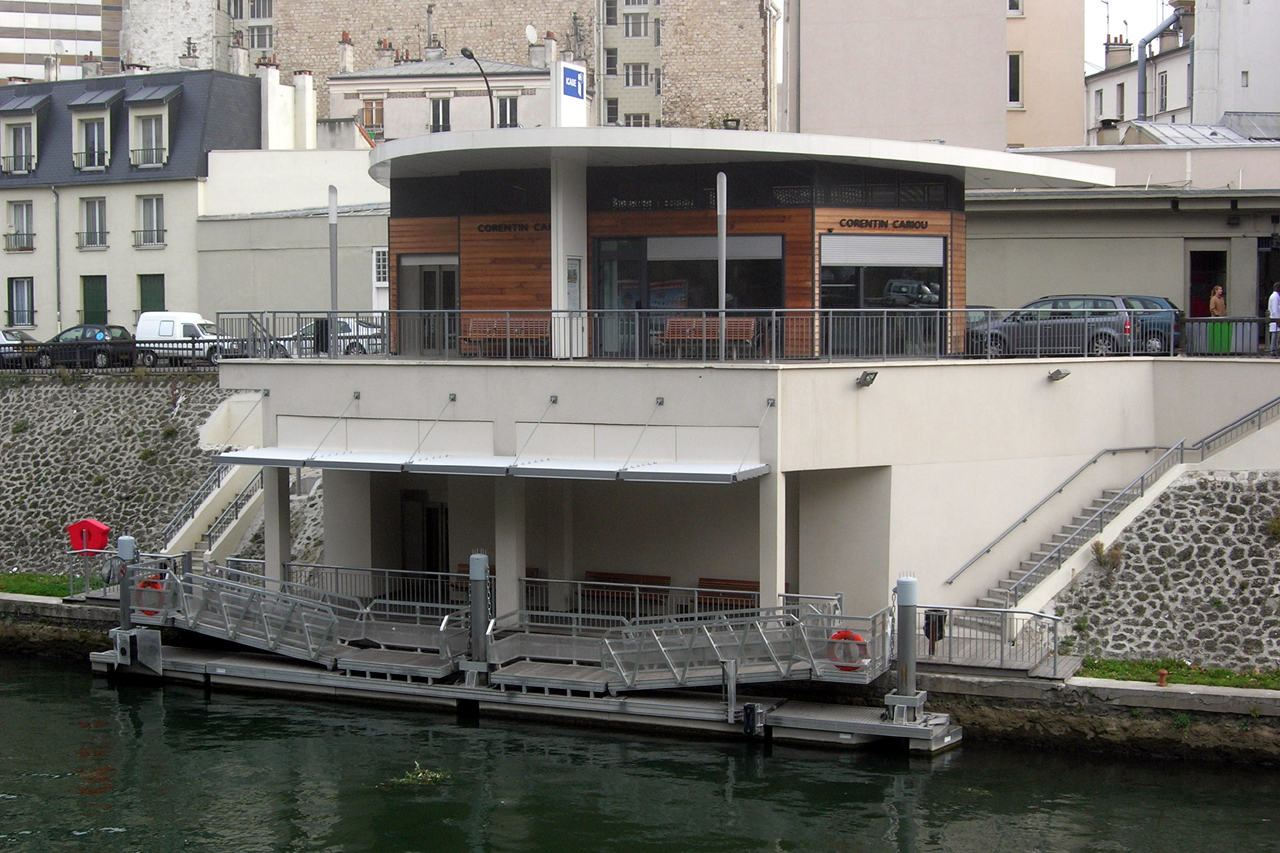
Estação Corentin Cariou do serviço de ligação fluvial.

Um serviço fluvial foi organizado desde julho de 2007 pela empresa ICADE para melhorar o serviço de ligação de seus parques de atividades do Millénaire (Paris 19e) e dos Entrepostos e armazéns gerais de Paris a Aubervilliers partir de uma plataforma de embarque situada no Canal Saint-Denis perto da estação Corentin Cariou. Ela permite que os funcionários saiam em seis minutos até o cais da Dársena dos armazéns gerais, no Canal Saint-Denis. Desde 2010, esse serviço de ligação, muito mais frequente, atende ao centro comercial Le Millénnaire, para o público.
A estação é servida à noite pela linha N42 do Noctilien.